# Estação Esperança
A Estação Esperança é uma estação de metrô integrante da Linha Sul do Metrô de Fortaleza, operada pela Companhia Cearense de Transportes Metropolitanos (Metrofor). Localiza-se na Avenida Penetração Leste, nº 104, no bairro Conjunto Esperança em Fortaleza, capital do Estado do Ceará, Brasil.
De acordo com dados da Companhia Cearense de Transportes Metropolitanos, a estação registrou 710.245 passageiros em 2024, o que representa uma média de aproximadamente 59.187 usuários por mês, sendo a quarta estação que mais transportou passageiros entre as três linhas do sistema naquele ano.

## Histórico

### Estação de trens urbanos
A história da estação está inteiramente conectada a história do bairro em que se insere, o Conjunto Esperança. Primeiramente chamado Conjunto Nova Esperança, o local onde se encontra o bairro era anteriormente um terreno cercado de propriedade privada, a fazenda Esperança. Em janeiro de 1980, o terreno foi vendido para o Governo do Estado do Ceará que, por meio da Companhia de Habitação do Estado do Ceará (Cohab-CE), tinha o objetivo de construir um conjunto habitacional na região. Com a compra do terreno pela Cohab-CE, começou a construção do novo conjunto, localizado na época no distrito de Mondubim. Para sua construção foi gasto, segundo fontes do governo naquele período, cerca de Cr$ 1.523.832.807,83.
O Conjunto foi inaugurado oficialmente no dia 1º de maio de 1982, embora os primeiros moradores tenham chegado ainda em dezembro de 1981. A solenidade de inauguração foi transformada em uma grande festa, realizada pelo governador da época, Virgílio Távora, e contou com a presença de vários políticos, membros da diretoria da Cohab-Ce e do Banco Nacional da Habitação (BNH), além da presença de mais de cinco mil moradores do recém-inaugurado Conjunto.
Entretanto, passada a euforia da festa, se sucederam uma série de problemas comuns a conjuntos habitacionais construídos na época, entre eles a grande distância entre as novas habitações dos serviços de caráter público e região central da cidade. Os transportes na região se tornaram um problema sério logo no início, situação agravada com o deficitário sistema de ônibus de Fortaleza na década de 1980, cujo os coletivos não chegavam sequer a adentrar o Conjunto. Desde modo, a construção de uma Estação de Trem no Conjunto Esperança foi uma solução pensada pelos moradores, já que a Estrada de Ferro de Baturité, também chamada de Ferrovia Tronco Sul, se localizava no limite leste do bairro.
Em vista disso, a comunidade, com o auxílio da Associação Comunitária e Recreativa do Conjunto Esperança (ACRE), começou as reivindicações junto à Rede Ferroviária Federal (REFESA) para que construíssem uma estação de trem que atendesse o Conjunto Esperança. Após muita luta, assembleias, passeatas e uma visita à sede nordestina da REFESA, localizada em Recife, com um abaixo assinado de 4000 mil assinaturas, os moradores conseguiram sua plataforma ferroviária, conquistada apenas no dia 7 de dezembro de 1985, data de inauguração da então Estação Conjunto Esperança.
No ano seguinte, em 1986, o governo brasileiro contratou a Agência de Cooperação Internacional do Japão (JICA) para elaborar um projeto de eletrificação e modernização das Linhas Tronco Norte e Sul do Trem Urbano de Fortaleza, ainda administrado na época pela RFFSA. Em abril de 1988, o governo do estado lançou oficialmente o Trem Metropolitano de Fortaleza (Metrofor), cujo custo inicial foi estimado em 290 milhões de dólares para a reformulação das Linhas Norte (atual Linha Oeste) e Sul. A construção do projeto dependia da liberação de US$ 180 milhões dos bancos Japan Export-Import Bank, Banque de Paris et des Pays-Bas S.A. (Paribas) e do acordo do Brasil com o Fundo Monetário Internacional (FMI).
Em outubro de 1998, foi anunciada a vitória do consórcio responsável pela construção da Linha Sul do Metrô de Fortaleza, formado pelas empresas Queiróz Galvão, Camargo Corrêa, ABB Daimler Transportation, CMW Equipamentos, GEC Alsthom Transport e Siemens. O valor do contrato era de R$ 333.318.897,89. As obras tiveram início no ano seguinte, em 1999.
A estação continuou operando até 11 de janeiro de 2010, quando as operações de trens urbanos em toda a Linha Sul foram definitivamente encerradas para o avanço das obras do metrô.

### Estação de metrô
Aproximadamente treze anos após o início das obras, a Linha Sul realizou sua viagem inaugural em 15 de junho de 2012. O trem percorreu, pela primeira vez com passageiros, 15 quilômetros, saindo da estação Carlito Benevides, no município de Pacatuba, até a estação Parangaba, em Fortaleza, realizando o percurso em 15 minutos.
A solenidade da viagem inaugural, que contou com a presença de diversas autoridades, marcou a entrega do primeiro trecho (Carlito Benevides ↔ Parangaba), no qual está localizada a estação Esperança, da primeira linha de metrô da capital cearense. A partir daquele dia, a linha passou a funcionar em operação assistida. Durante esse período, a Linha Sul operou de forma limitada. Inicialmente, a operação ocorria de segunda a sexta-feira, das 9h às 12h, com um headway (intervalo entre os trens) de 20 minutos. O tempo de operação foi progressivamente estendido ao longo da operação assistida e após o início da operação comercial, até chegar ao horário atual: de segunda a sábado, das 5h30 às 23h. A operação comercial da linha teve início em 1º de outubro de 2014.

## Características
A Estação Esperança é caracterizada como uma estação de superfície, com uma única plataforma em ilha, protegida por uma cobertura metálica branca, e estruturas predominantemente em concreto aparente, seguindo o modelo presente na maioria das estações de superfície da Linha Sul do Metrô de Fortaleza. O equipamento possui 1.602,83 metros quadrados de área construída, com capacidade para receber cerca de sete mil passageiros por hora.
Ao longo da edificação estão dispostos mapas do sistema, painéis de informações, sistema de sonorização para avisos e telas de LED na plataforma. A estação também dispõe de elevador, piso tátil, mapa tátil e avisos sonoros que garantem acesso e boa utilização do Metrô de Fortaleza a todos os cidadãos, incluindo aqueles que possuem alguma deficiência ou estão com mobilidade reduzida por qualquer razão. Além disso, as equipes presentes na estação, compostas por agentes de estação e vigilantes, recebem treinamento especializado para ajudar no embarque e desembarque desses passageiros, e estão sempre atentos para oferecer ajuda a quem necessitar.
É também garantido gratuidade às pessoas com deficiência que estejam dentro dos critérios legais para usufruir deste benefício. Para isso, é necessário apresentar, na estação, o Cartão Gratuidade Pessoa com Deficiência, emitido pela Empresa de Transporte Urbano de Fortaleza (Etufor).